# Adam Kennedy
Adam Thomas Kennedy (né le 18 mars 1977 à Riverside, Californie, États-Unis) est un ancien joueur de deuxième but qui évoluait dans la Ligue majeure de baseball de 1999 à 2012.
Champion de la Série mondiale 2002 avec les Angels d'Anaheim, Adam Kennedy est élu joueur par excellence de la Série de championnat 2002 de la Ligue américaine.

## Carrière

### Débuts
Adam Kennedy est un choix de première ronde des Cardinals de Saint-Louis en 1997. Il fait ses débuts dans les majeures avec Saint-Louis le 21 août 1999. Au printemps 2000, les Cardinals échangent Kennedy et le lanceur Kent Bottenfield aux Angels d'Anaheim en retour du joueur de champ extérieur Jim Edmonds.

### Angels d'Anaheim
À sa saison recrue en 2000, Kennedy totalise 72 points produits, ce qui constitue son meilleur total en carrière. Le 18 avril, il connaît un match exceptionnel de 8 points produits dans une victoire de 16-10 des Angels sur les Blue Jays de Toronto.
À deux reprises au cours de son séjour chez les Angels, il frappe dans une moyenne au bâton de,300 ou plus. 
En 2002, il maintient une moyenne de,312 en saison régulière. Dans le cinquième match de la Série de championnat de la Ligue américaine entre les Angels et les Twins du Minnesota, Kennedy, pourtant peu reconnu pour sa puissance au bâton, claque 3 coups de circuit. Il est l'un des 5 joueurs dans l'histoire à avoir réussi 3 circuits dans un même match éliminatoire, après Babe Ruth, Bob Robertson, Reggie Jackson et George Brett. Kennedy est nommé joueur par excellence de la Série de championnats et il remporte la Série mondiale 2002 avec les Angels.
Il quitte les Angels après la saison 2006 et signe comme agent libre avec son équipe originale, les Cardinals. Il joue deux saisons à Saint-Louis.

### Cardinals de Saint-Louis
En février 2009, les Cardinals, peu intéressés à lui confier à nouveau un rôle de joueur régulier, le libèrent de son contrat. 

### Rays de Tampa Bay
En février 2009, une semaine après son licenciement, il accepte une entente des ligues mineures avec les Rays de Tampa Bay. 

### Athletics d'Oakland

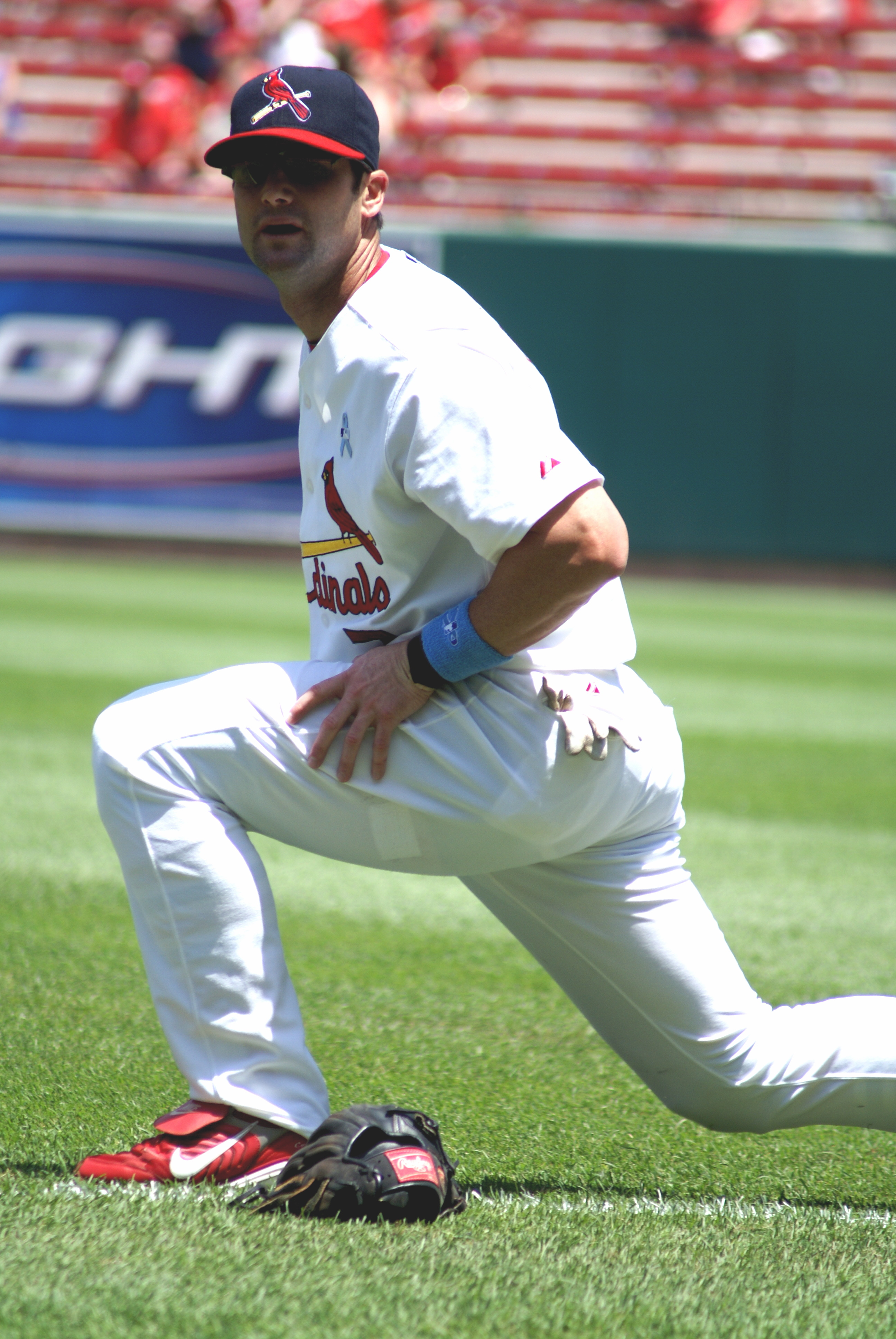
Kennedy avec Saint-Louis en 2008.

Sans avoir joué un seul match pour les Rays, il est échangé le 8 mai aux Athletics d'Oakland pour le joueur d'utilité Joe Dillon. Joueur de deuxième but, Kennedy se voit confier le troisième coussin chez les Athletics.

### Nationals de Washington
En février 2010, il rejoint les Nationals de Washington. Il accepte une offre d'une saison plus une année d'option. Kennedy frappe pour,249 avec 31 points produits durant la seule saison disputée avec Washington, où il joue 135 parties, surtout au deuxième but mais aussi au premier but comme substitut d'Adam Dunn.

### Mariners de Seattle
Le 10 janvier 2011, Kennedy accepte un contrat des ligues mineures avec les Mariners de Seattle.

### Dodgers de Los Angeles
Kennedy signe un contrat d'un an pour la saison 2012 avec les Dodgers de Los Angeles. 